# Peace Train
"Peace Train" é uma música de 1971, composta por Cat Stevens, lançado no álbum Teaser and the Firecat. A música foi a número #7 no Billboard Hot 100 durante 9 semanas a partir de outubro de 1971, lançando Cat Stevens entre os 10 mais tocados daquele ano.
Ao lado de John Lennon com "Give Peace A Chance", Barry McGuire com "Eve of Destruction" e Dire Straits com "Brothers in Arms", esta foi uma das mais famosas músicas contra a guerra na história.
Cat Stevens mais tarde se converteu ao Islã, trocando seu nome para Yusuf Islam.